# Amad a la madre (película de 1934)
Amad a la madre (título original:母を恋はずや Haha o kowazuya) es una película muda de 1934 de  Yasujiro Ozu producida por Sochiku. 

## Argumento
En los minutos iniciales del primer rollo, perdido, la familia Kajiwara al completo desayuna y el padre promete llevarles a la playa.Posteriormente estando en casa Chieko, la madre, recibe la llamada que le dice que su esposo ha muerto, luego los hermanos son avisados mientras están en clase . Tras el entierro llega el Dr. Ozakai, amigo de él, y le pide a su madre que trate a Sadao, hijo mayor, como si fuera suyo también. Se trasladan entonces a las afueras, a un hogar más humilde.
Pasa el tiempo, Kousaku ya estudia secundaria y el señor Ozakai visita a su madre.El entrar en la universidad Sadao descubre que ella no es su madre, sino hijo de una esposa anterior de su padre muerto también fallecida,  y se deprime y siente decepcionado con ella y el Dr.Ozakai, que le convence de que abandone esa actitud. Sadao se disculpa por su comportamiento y pide disculpas. Se reconcilian y se van a visitar a Kosaku y allí bromean con su madre usando las pipas y los sombreros de su padre.
Tiempo después, una mujer llega con un regalo de su marido, el Dr. Ozakai, que ha fallecido también. Es un remo con una inscripción. Sadao se va de excursión a navegar y sus compañeros del equipo de vela le dicen que su un compañero no puede estar en él;   descubre entonces Sadao que este compañero (interpretado por un joven Chishū Ryū) está con una chica de mala nota que trabaja en un bar. Se pelean y se lo lleva de la “pensión” donde estaba con la chica.
Sadao acude a su madre y le pide dinero para pagar la cuenta del bar-pensión de su amigo. Como es un dinero necesario Sadao se lo devuelve a su madre, renunciando así a ir de él para que su hermano vaya de excursión. Hay cierta confusión, la madre descubre que el dinero es para Kosaku y finalmente se va de viaje a la montaña.
Chieko, sola en casa, repara el antiguo reloj del padre. Cuando está arreglando la ropa vieja llega Sadao y le reprocha que le trate a él mejor. Ella se disculpa pero él se enfada. Le dice que le repugna su comportamiento.
Sadao se va al bar a pagar la cuenta de su hermano, allí se entrega al sake y a la melancolía. Otra chica de la casa le acusa de ser mal hijo por pegar a las mujeres y se vuelve a casa. Cuando su hermano llega al hogar de su viaje, se encuentra a la madre  llorando y le reprocha a Sadao que la haga llorar, le pega y ella los separa, pero salen fuera a seguir discutiendo. Allí Sadao le dice que odia a su madre y su hermano le pega varias veces, pero él no se defiende y se aleja renegando de Kosaku y de su madre.
Kosaku vuelve a casa y se lo cuenta a su Chieko. Ella le confiesa a Kosaku la verdad y que dejó de estudiar para que no se enterara. Ella piensa que Sadao simula su enfado como excusa para irse.
La madre va a visitarle a la playa donde está el bar para volver a implorarle que abandone su actitud y pedirle que vuelva a casa. Sadao se niega a volver y reconciliarse. Chieko se retira desolada y él la ve por la ventana. Su novia le dice que se alegra de que la haya echado; entonces entra la limpiadora, que le recuerda a su abnegada madre. Charla con ella, que le dice que tiene ese trabajo porque su hijo no se porta bien con ella, y eso hace reflexionar a Sadao.

## Comentario

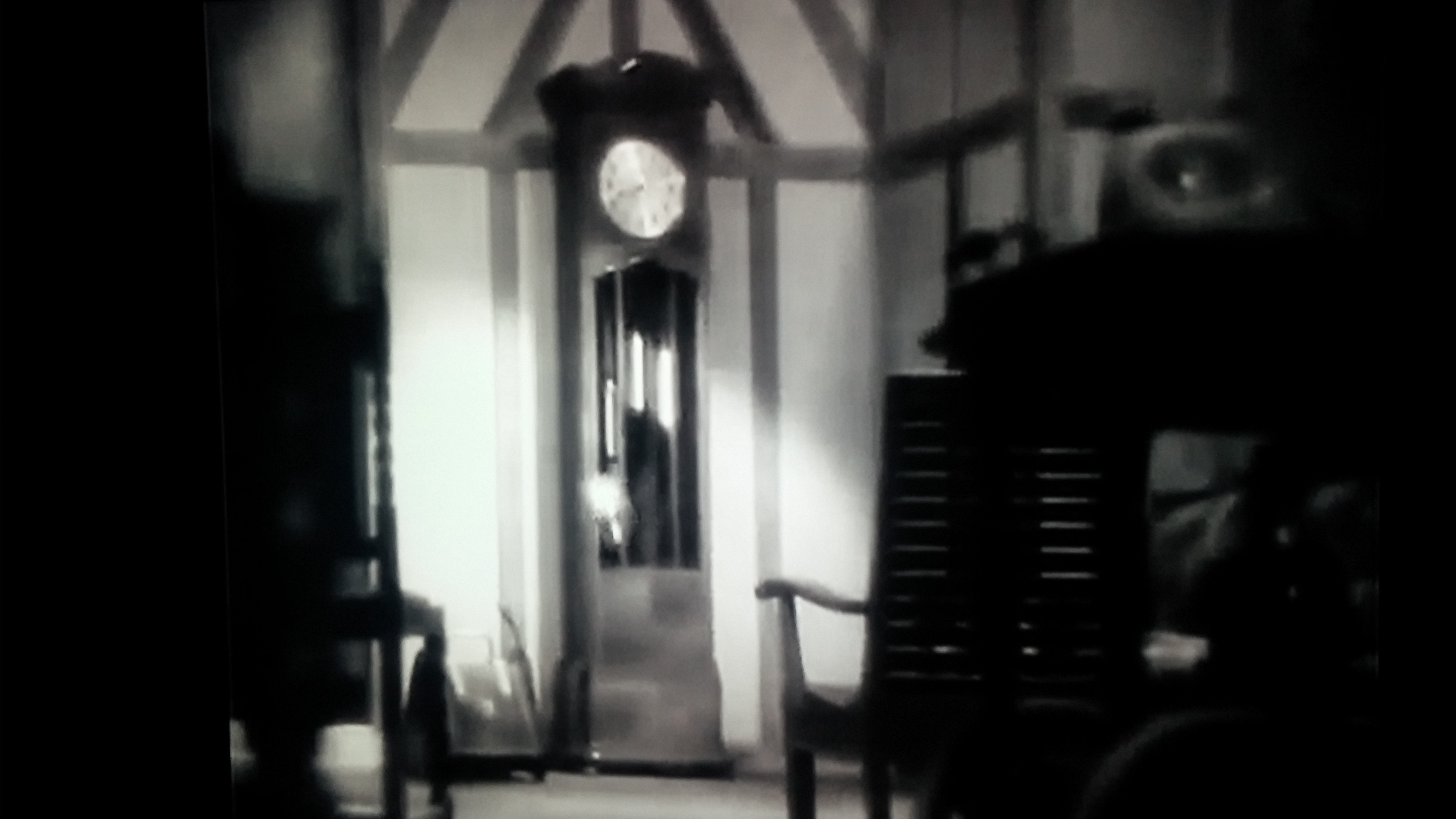
"Plano almohada" de interior

Amad  la madre (también presentada a veces como Siempre se debe querer a la madre, y A mother should be loved en inglés) es un drama que mezcla dos de los temas más de moda en el cine japonés del momento: las madres y los estudiantes. No en vano estos dos colectivos formaban el grueso de la taquilla entonces. La copia de la que disponemos hoy está desafortunadamente mutilada por faltarle el primer y último rollo, aunque se conserva el guion y por tanto el argumento al completo. Es una película que, en el aspecto visual, ya nos deja reconocer el estilo único y característico de Yasujiro Ozu: casi todos los planos están rodados con ángulo bajo de cámara, hay una elaborada composición de los planos de interior, usando objetos cotidianos como marcadores visuales para crear profundidad de campo, por ejemplo. También aparecen los famosos plano-almohada o pillow shots, aunque brevemente y con clara función metafórica. Hay sin embargo algunos breves movimientos de cámara (travellings) y, algo anómalo en la filmografía de Ozu, grandes elipsis temporales, de años de duración, que apenas volveremos encontrar en películas posteriores. 
Narrativamente es una historia lineal y llena de drama, lo cual tampoco se corresponde con la forma habitual de contar las historias del Ozu maduro de los films sonoros.
Como curiosidad, podemos ver en el burdel al que acude Sadao un cartel la película El Quijote (1933) de Pabst. Otro hecho curioso, aunque este luctuoso, es que el padre de Ozu falleció durante el rodaje, que por lo demás parece que fue bastante accidentado, algo no habitual en la filmografía de Ozu